# Pîhî, Mostîska
Pîhî (în ucraineană Пихи) este un sat în comuna Malnivska Volea din raionul Mostîska, regiunea Liov, Ucraina.

## Demografie
Componența lingvistică a localității Pîhî
     Ucraineană (100%)
Conform recensământului din 2001, toată populația localității Pîhî era vorbitoare de ucraineană (100%).